# Eurytoma nevadensis
Eurytoma nevadensis är en stekelart som först beskrevs av William Harris Ashmead 1894.  Eurytoma nevadensis ingår i släktet Eurytoma och familjen kragglanssteklar. Inga underarter finns listade i Catalogue of Life.